# Charles de Salles
Pour les articles homonymes, voir Salles.
Charles de Salles, comte, né le 30 septembre 1803 à Saint-Pierre (Martinique) et mort le 1er novembre 1858 à Mornas (Vaucluse), est un général et homme politique français, grand officier de la Légion d'honneur et médaillé militaire.
Il participe à la conquête de l'Algérie (1830, 1837-1841, 1848-1852) puis, au cours de la guerre de Crimée, il commande une division puis le 1er corps d'armée lors de la bataille de Malakoff en septembre 1855.

## Biographie

### Famille
Charles de Salles naît le 30 septembre 1803 à Saint-Pierre, commune du Nord-ouest de la Martinique, alors incluse dans l'empire napoléonien. Il est le fils de 
Marius Salles et de Marie Josèphe Rose de Carrère. Il se marie à Paris, le 3 mai 1825 à Marie Valée, fille du maréchal Sylvain Charles Valée, avec qui il a trois enfants, Ferdinand, grand officier de la Légion d’honneur, François et Marie-Thérèse.
Il est le père du général Ferdinand de Salles et de François de Salles, sous-préfet, et le beau-père d'Auguste Le Riche de Cheveigné, également sous-préfet.

### Carrière militaire
Charles de Salles entre à l'École militaire de Saint-Cyr en 1822 sous la Seconde Restauration, passe dans le corps d'état-major en 1824 et devient lieutenant en 1827.
En 1828, il participe à une partie de l'expédition de Morée, intervention terrestre de l’armée française menée dans le Péloponnèse entre 1828 et 1833, lors de la guerre d'indépendance grecque.
Il est fait chevalier de l'ordre royal de la Légion d'honneur le 28 novembre 1828.
Il assiste en 1830 à la prise d'Alger, campagne militaire livrée de juin à juillet 1830 par la France contre la régence d'Alger au cours de ce qui constitue le premier épisode de la conquête de l'Algérie par la France. Il y gagne le grade de capitaine.
Il prend part, en 1832, au siège de la citadelle d'Anvers qui se déroule du 15 novembre au 23 décembre 1832, à la suite de la campagne des Dix-Jours, et opposant les troupes néerlandaises qui occupaient Anvers à l'Armée du Nord, corps expéditionnaire envoyé par la France durant la révolution belge.
En 1837, il retourne en Algérie, au soutien de l'armée française, toujours en guerre de conquête. Chef d'escadron et aide de camp du maréchal Sylvain Charles Valée, son beau-père, il prend part à la bataille du col de Mouzaïa le 12 mai 1840 puis à la prise de Milianah le 8 juin 1840.
En 1841, il est promu colonel et rentre en France sous la Monarchie de Juillet et y commence une carrière politique en 1846.
Nommé, après la révolution de février 1848, commandant de la subdivision d'Alger puis de la division de Constantine, il se rallie à la politique de Louis-Napoléon Bonaparte.
Il est promu général de division le 17 mars 1852.
Pendant la guerre de Crimée, il commande une des divisions de l'armée d'Orient, et assiste aux affaires des 2 et 22 mai 1855. Fin mai, il reçoit le commandement du 1er corps d'armée qu'il dirige lors de la bataille de Malakoff le 8 septembre 1855 (le 2e corps étant commandé par le général Bosquet). Il est fait entre temps grand officier de l'ordre national de la Légion d'honneur le 11 août.

### Carrière politique
Élu, le 1er août 1846, député du 5e collège du département du Loiret (Montargis), il prend place parmi les ministériels. Nommé maréchal de camp l'année suivante, il doit se représenter devant ses électeurs, qui lui renouvellent son mandat, le 27 novembre 1847.
Il est élu conseiller général du canton de Montargis le 1er août 1852.
Nommé sénateur du Second Empire, à son retour de Sébastopol (Crimée), le 24 juin 1856.
Le 14 avril 1858, il est décoré de la médaille militaire en tant qu'officier général.
Il est nommé président du conseil général du Loiret le 2 août 1858.
Il succombe le 1er novembre 1858 à Mornas (Vaucluse), à l'âge de 55 ans, des suites d'une blessure que lui fait, dans un accès de folie religieuse, le lieutenant-colonel de Chanaleilles, son frère utérin.

## Sources
- « Charles de Salles », dans Adolphe Robert et Gaston Cougny, Dictionnaire des parlementaires français, Edgar Bourloton, 1889-1891 [détail de l’édition]

## Décorations
- Médaille militaire (14 avril 1858)
- Grand officier de la Légion d'honneur (11 août 1855)
  - Commandeur de la Légion d'honneur par décret du 27 avril 1845
  - Officier de la Légion d'honneur par décret du 16 juin 1832
  - Chevalier de la Légion d'honneur par ordonnance du 28 novembre 1828